# لي توماس (لاعب اتحاد الرغبي)
لي توماس (بالإنجليزية: Lee Thomas)‏ هو لاعب اتحاد الرغبي بريطاني، ولد في 2 يونيو 1984 في كارديف في المملكة المتحدة.

## وصلات خارجية
- لي توماس على موقع دوري الرغبي الممتاز (الإنجليزية)
- لي توماس على موقع ItsRugby.co.uk (الإنجليزية)